# Conte di Portmore
Conte di Portmore era un titolo nobiliare della Parìa di Scozia. Esso venne creato nel 1703 per il comandante militare scozzese David Colyear, I lord Portmore. Questi era già stato creato Lord Portmore nel 1699 e venne creato nel contempo Lord Colyear e Visconte di Milsington. Questi era figlio di Alexander Colyear, il quale era stato creato a suo tempo Baronetto, d'Olanda, nel baronettaggio d'Inghilterra il 20 febbraio 1677. Lord Portmore sposò Catherine Sedley, ex amante di Giacomo II d'Inghilterra. Venne succeduto dal suo unico figlio sopravvissutogli, il II conte. Questi fu parlamentare per le costituenti di Wycombe e Andover. Suo nipote, il IV conte, fu membro del parlamento per la costitunte di Boston. Il IV conte morì senza eredi maschi sopravvissutigli nel 1835 ed il titolo si estinse.

## Baronetti Colyear, d'Olanda (1677)
- Sir Alexander Colyear, I baronetto (m. c. 1685)
- Sir David Colyear, II baronetto (c. 1656–1730) (creato Lord Portmore nel 1699 e conte di Portmore nel 1703)

## Conti di Portmore (1703)

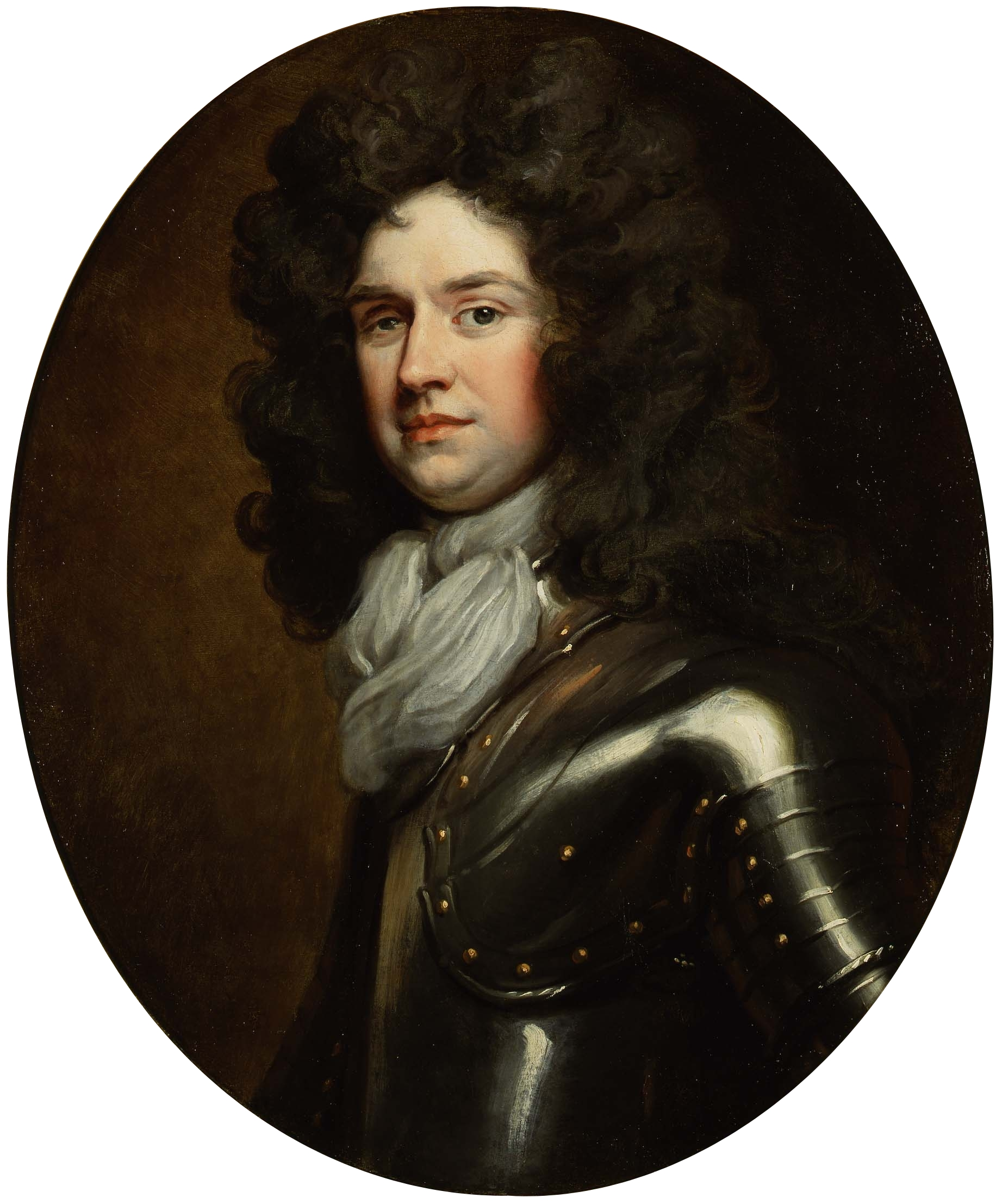
David Colyear, I conte di Portmore.

- David Colyear, I conte di Portmore (c. 1656–1730)
  - David Colyear, visconte Milsington (1698–1729)
- Charles Colyear, II conte di Portmore (1700–1785)
- William Colyear, III conte di Portmore (1745–1823)
- Thomas Charles Colyear, IV conte di Portmore (1772–1835)
  - Hon. Brownlow Charles Colyear (m. 1819)